# 六道木
六道木（学名：Abelia biflora）为忍冬科六道木属下的一个种。

## 扩展阅读
維基物種上的相關：六道木